# Julien Benneteau
Julien Benneteau (Bourg-en-Bresse, Franciaország, 1981. december 20. –) olimpiai bronzérmes francia hivatásos teniszező. Eddigi karrierje során 6 páros ATP-tornát nyert meg. Legjobb egyéni Grand Slam eredménye a 2006-os Roland Garroson elért negyeddöntő. A 2012-es londoni olimpián egyesben a második körben kikapott Roger Federertől, viszont párosban Richard Gasquet partnereként bronzérmet szerzett.

## ATP-döntői

### Egyéni

#### Elvesztett döntői (7)
| Összesítés                                            | Összesítés |
| ----------------------------------------------------- | ---------- |
| Grand Slam-torna                                      | (0)        |
| ATP World Tour Masters 1000 / ATP Masters Series      | (0)        |
| ATP World Tour 500 Series / International Series Gold | (0)        |
| ATP World Tour 250 Series / International Series      | (6)        |
| ATP World Tour Finals / Tennis Masters Cup            | (0)        |

| No. | Dátum                | Helyszín                                 | Borítás        | Ellenfél a döntőben    | Eredmény a döntőben |
| 1.  | 2008. május 24.      | Casablanca, Marokkó                      | Salak          | Gilles Simon           | 2-6, 5-7            |
| 2.  | 2008. október 26.    | Lyon, Franciaország                      | Szőnyeg        | Robin Söderling        | 3-6, 7-6(5), 1-6    |
| 3.  | 2009. május 24.      | Kitzbühel, Ausztria                      | Salak          | Guillermo García López | 6-3, 6-7(1), 3-6    |
| 4.  | 2010. február 21.    | Marseille, Franciaország                 | Kemény(fedett) | Michaël Llodra         | 6-3, 6-7(1), 3-6    |
| 5.  | 2011. augusztus 28.  | Winston-Salem, Amerikai Egyesült Államok | Kemény(fedett) | John Isner             | 6-4, 3-6, 4-6       |
| 6.  | 2012. január 15.     | Sydney, Ausztrália                       | Kemény(fedett) | Jarkko Nieminen        | 2-6, 5-7            |
| 7.  | 2012. szeptember 30. | Kuala Lumpur, Malajzia                   | Kemény(fedett) | Juan Mónaco            | 5-7, 6-4, 3-6       |

### Páros

#### Győzelmei (6)
| Összesítés                                            | Összesítés |
| ----------------------------------------------------- | ---------- |
| Grand Slam-torna                                      | (0)        |
| ATP World Tour Masters 1000 / ATP Masters Series      | (1)        |
| ATP World Tour 500 Series / International Series Gold | (0)        |
| ATP World Tour 250 Series / International Series      | (5)        |
| ATP World Tour Finals / Tennis Masters Cup            | (0)        |

| No. | Dátum             | Helyszín                             | Borítás        | Partner            | Ellenfelei a döntőben                  | Eredmény a döntőben |
| 1.  | 2003. október 5.  | Metz, Franciaország                  | Kemény         | Nicolas Mahut      | Michael Llodra / Fabrice Santoro       | 7-6, 6-3            |
| 2.  | 2006. október 29. | Lyon, Franciaország                  | Szőnyeg (f)    | Arnaud Clément     | Frantisek Cermak / Jaroslav Levinsky   | 6-2, 6-7, 10-7      |
| 3.  | 2008. március 9.  | Las Vegas, Amerikai Egyesült Államok | Kemény         | Michael Llodra     | Bob Bryan / Mike Bryan                 | 6-4, 4-6, 10-8      |
| 4.  | 2009. október 12. | Sanghaj, Kína                        | Kemény         | Jo-Wilfried Tsonga | Mariusz Fyrstenberg / Marcin Matkowski | 6–2, 6–4            |
| 5.  | 2009. október 26. | Lyon, Franciaország                  | Szőnyeg (f)    | Nicolas Mahut      | Arnaud Clément / Sébastien Grosjean    | 6–4, 7–6(6)         |
| 6.  | 2010. február 21. | Marseille, Franciaország             | Kemény(fedett) | Michael Llodra     | Julian Knowle / Robert Lindstedt       | 6-4, 6-3            |

#### Elvesztett döntői (5)
| No. | Dátum               | Verseny                  | Borítás     | Partner            | Ellenfél a döntőben                 | Eredmény           |
| 1.  | 2003. október 6.    | Lyon, Franciaország      | Szőnyeg (f) | Nicolas Mahut      | Jonathan Erlich / Andy Ram          | 1-6, 3-6           |
| 2.  | 2007. április 15.   | Monte Carlo, Monaco      | Salak       | Richard Gasquet    | Bob Bryan / Mike Bryan              | 2-6, 1-6           |
| 3.  | 2010. augusztus 15. | Toronto, Kanada          | Kemény      | Michael Llodra     | Bob Bryan / Mike Bryan              | 5-7, 3-6           |
| 4.  | 2011. február 20.   | Marseille, Franciaország | Kemény      | Jo-Wilfried Tsonga | Robin Haase / Ken Skupski           | 3-6, 7-6(4), 11-13 |
| 5.  | 2011. november 13.  | Párizs, Franciaország    | Kemény      | Nicolas Mahut      | Róhan Bópanna / Iszámul-Hak Kuraisi | 2-6, 4-6           |

## Eredményei Grand Slam-tornákon
| Grand Slam | Australian Open | Australian Open    | Roland Garros | Roland Garros      | Wimbledon | Wimbledon          | US Open  | US Open               |
| Év         | Eredmény        | Utolsó ellenfél    | Eredmény      | Utolsó ellenfél    | Eredmény  | Utolsó ellenfél    | Eredmény | Utolsó ellenfél       |
| 2002       | -               | -                  | 1.kör         | Arnaud Clément     | -         | -                  | -        | -                     |
| 2003       | 1.kör           | Nicolás Lapentti   | 1.kör         | Jiří Novák         | -         | -                  | 1.kör    | Fabrice Santoro       |
| 2004       | -               | -                  | 3.kör         | Igor Andrejev      | 2.kör     | Mario Ančić        | 1.kör    | Philipp Kohlschreiber |
| 2005       | 1.kör           | Rafael Nadal       | 1.kör         | Gastón Gaudio      | 1.kör     | Nicolas Kiefer     | -        | -                     |
| 2006       | 3.kör           | Andy Roddick       | 1/4 döntő     | Ivan Ljubičić      | 2.kör     | Andy Murray        | 1.kör    | Robby Ginepri         |
| 2007       | 1.kör           | Paul Capdeville    | 1.kör         | Carlos Berlocq     | 1.kör     | Jo-Wilfried Tsonga | 1.kör    | Simone Bolelli        |
| 2008       | 1.kör           | Stanislas Wawrinka | 4.kör         | Roger Federer      | 1.kör     | Nicolas Kiefer     | 1.kör    | Marin Čilić           |
| 2009       | 1.kör           | Márkosz Pagdatísz  | 1.kör         | Jo-Wilfried Tsonga | 1.kör     | Novak Đoković      | 3.kör    | Jo-Wilfried Tsonga    |
| 2010       | 2.kör           | Ivo Karlović       | 2.kör         | Leonardo Mayer     | 4.kör     | Jo-Wilfried Tsonga | 2.kör    | Tommy Robredo         |
| 2011       | -               | -                  | 2.kör         | David Ferrer       | 2.kör     | Tomáš Berdych      | 3.kör    | Andy Roddick          |
| 2012       | 3.kör           | Nisikori Kei       | 3.kör         | Janko Tipsarević   | 3.kör     | Roger Federer      | 3.kör    | Novak Đoković         |